# Association France-Allemagne
Die Association France-Allemagne ist eine im Juli 1963 vom französischen UNR-Politiker Jacques Vendroux, einem Schwager Charles de Gaulles, gegründete Gesellschaft zur Annäherung des französischen und deutschen Volkes und die Entwicklung ihrer geistigen und materiellen Beziehungen.
In der Gründungszeit war die in Paris ansässige Gesellschaft gaullistisch geprägt, da die Association France-Allemagne von hochrangigen UNR-Politikern dominiert wurde. Neben dem Gründer und Präsidenten Jacques Vendroux waren das der damalige französische Außenministers Maurice Couve de Murville, der zum Ehrenpräsidenten der Gesellschaft ernannt wurde, der Europapolitiker Louis Terrenoire, Armeegeneral Roger Noiret und der ehemalige Staatssekretär für Information Christian de La Maléne.
In späteren Jahren wurde der Zweck der Gesellschaft wie folgt konkretisiert: Förderung und Koordination von deutsch-französischen Initiativen zur Zusammenarbeit auf den Gebieten von Politik, Kultur, Wirtschaft, Austausch und Partnerschaft.
Im Jahre 1970 wurde von der Gesellschaft zum ersten Mal der Prix France-Allemagne an den Preisträger Herbert von Karajan verliehen. Bis 1994 wurde der Preis an zahlreiche Personen und Institutionen verliehen, die sich um die Aussöhnung zwischen Deutschen und Franzosen verdient gemacht haben.
Seitdem sind keine weiteren Aktivitäten der Gesellschaft mehr nachweisbar. Ob die Association France-Allemagne heute noch besteht, ist nicht bekannt.